# Efraín de los Ríos
Efraín de los Ríos Aguirre, né en 1906 et mort en 1974, est le nom de plume de l'écrivain littéraire guatémaltèque connu sous le nom de Efraín Ríos Aguirre.

## Ombres contra Hombres

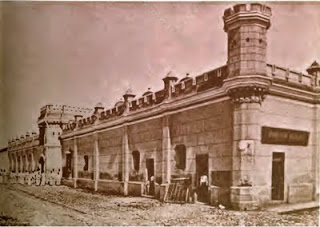
, durant les années 1920.

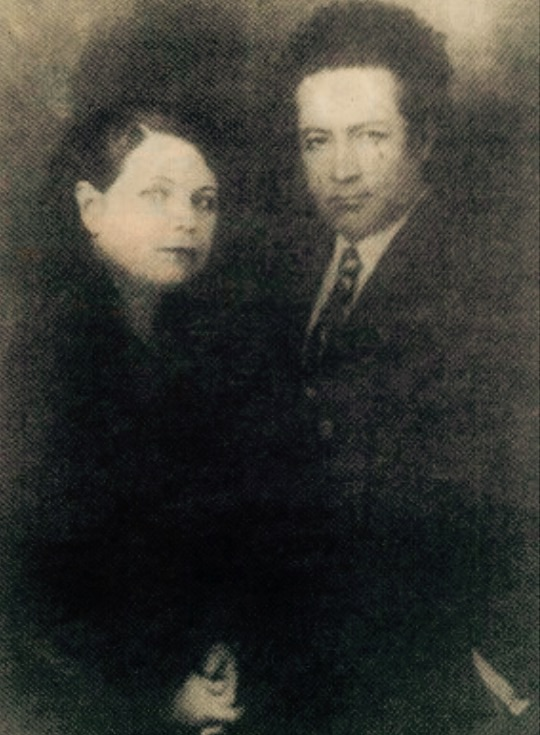
Efraín Aguilar Fuentes et son épouse, la poétesse Magdalena Spínola en 1930.

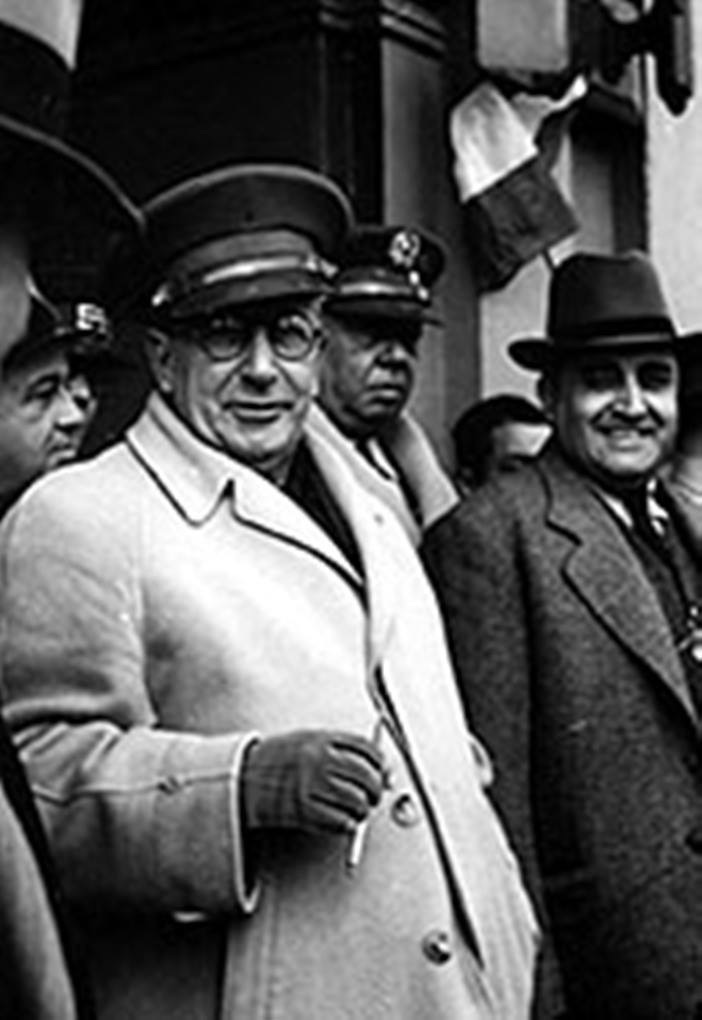
Général Jorge Ubico (à gauche avec des couleurs claires et une cigarette) accompagné d'Anzueto Valencia (à sa droite) en 1940.

Au Pénitencier central (es) de la capitale Guatemala, De los Ríos écrit l'œuvre Ombres contra Hombres qui décrit ses deux passages en prison pendant la présidence du général Jorge Ubico Castañeda.

### Complot de 1934
Le 18 septembre 1934, Efraín Aguilar Fuentes, Juventino Sánchez, Humberto Molina Santiago, Rafael Estrada Guilles et le colonel Luis Ortiz Guzmán sont fusillés en prison. Tous étaient accusés d'avoir planifié un complot visant à assassiner Ubico
Dans son livre Le Jardin des paradoxes, écrit en 1935, De los Ríos accuse le général Roderico Anzueto Valencia, directeur de la police de l'époque, d'avoir incriminé des conspirateurs présumés. Selon De los Ríos, dès septembre 1934, lorsque Ubico décide de convoquer un plébiscite sur son maintien au pouvoir pour six autres années, Efraín Aguilar Fuentes, directeur du Premier Registre Immobilier, refuse d'être parmi les partisans du président. Alors que Fuentes est convoqué au bureau du président, il lui mentionne être au courant que Anzueto Valencia c'est approprié illégalement 28 propriétés et qu'il ne pouvait plus appuyer le gouvernement pour cette raison. À ce moment et dans le secret, Anzueto Valencia agissait comme représentant d'Ubico dans certaines de ces propriétés. Les semaines suivantes, une liste de personnes impliquées dans un complot visant à assassiner le président est dévoilée et sur laquelle se trouve alors le nom de Fuentes. Les supposés conspirateurs sont ensuite arrêtés et torturés pour obtenir sous extorsion leurs aveux qui seront publiés dans le journal El Liberal Progresista.
En raison de ces graves accusations, De los Ríos est emprisonné au Pénitencier central pendant le reste du mandat du gouvernement du général Ubico Castañeda qui cesse avec sa démission le 1er juillet 1944. Durant ce séjour, il rédige Ombres contra Hombres qui est publié en 1945.